# Cristiano da Silva Leite
Cristiano da Silva Leite (Niterói, Estado de Río de Janeiro, Brasil; 29 de agosto de 1993) más conocido como Cristiano o Criss da Silva, es un futbolista brasileño que juega como defensor en el Goiás del Campeonato Brasileño de Serie B.

## Vida personal
En sus inicios se probó en los clubes Corinthians y Vasco da Gama de Brasil, pero ninguno de ellos lo fichó, llegando a ser descartado, por lo que en 2011 se retiró momentáneamente del fútbol. De allí pasó limpiando y pintando barcos con submarinos en Río de Janeiro para ayudar económicamente a su madre que no contaba con trabajo.

## Trayectoria
Comenzó a jugar al fútbol en el Vitória das Tabocas de Brasil donde en la temporada 2014 sumo 23 partidos y un gol en el Campeonato Pernambucano. Posteriormente fue cedido al Murici donde acumuló 7 apariciones y ningún gol en el Campeonato Alagoano, luego pasa cedido al Bonsucesso de Río de Janeiro logrando 13 apariciones pero no hizo goles en el Campeonato Carioca. Vitória das Tabocas decide de nuevo enviar a Cristiano cedido, esta vez a Criciúma donde sumo 13 apariciones y ningún gol en el campeonato brasileño de la Série B.
El 29 de enero de 2016 fue enviado a préstamo a Volta Redonda que compró sus derechos deportivos el 1 de enero de 2017. Allí en dos temporadas hizo un total de 44 partidos y un gol entre el Campeonato Carioca, Serie D y Serie C. Además de conseguir el ascenso a la Serie B al proclamarse campeón de la Serie D 2016.
El 1 de enero de 2017 el Volta Redonda lo cede al sheriff Tiraspol. Como parte del equipo, debutó el 9 de julio de 2017 en el partido por la División Nacional de Moldavia contra el FC Bălți en un resultado de 5-0. Participó en los partidos de clasificación de la Champions League y luego en la fase de grupos de la Europa League. En la temporada 2017, Sheriff se convirtió en el campeón del país, y el defensa brasileño, que dio nueve asistencias, fue reconocido como el mejor asistente del torneo. El 23 de enero de 2018 es canjeado por completo por la empresa moldava. Junto al equipo fue tres veces campeón de la División Nacional de Moldavia (2018, 2019, 2019-20) y una vez la Copa de Moldavia (2018-19). El 28 de noviembre de 2021 dio una asistencia al uzbeko Jasurbek Yakhshiboev para que anotara el primer gol en una victoria por 1-2 ante el Real Madrid de España por la fase de grupos de la Champions League 2021-22, en el Estadio Santiago Bernabéu.

## Clubes
| Club                      | País     | Año             |
| ------------------------- | -------- | --------------- |
| Vitória das Tabocas       | Brasil   | 2014 - 2016     |
| Murici (cedido)           | Brasil   | 2014            |
| CRB (cedido)              | Brasil   | 2014            |
| Bonsucesso (cedido)       | Brasil   | 2015            |
| Criciúma (cedido)         | Brasil   | 2015            |
| Volta Redonda (cedido)    | Brasil   | 2015            |
| Vitória das Tabocas       | Brasil   | 2016            |
| Volta Redonda             | Brasil   | 2017            |
| Sheriff Tiraspol (cedido) | Moldavia | 2017            |
| Volta Redonda             | Brasil   | 2018            |
| Sheriff Tiraspol          | Moldavia | 2018 - 2021     |
| Fluminense                | Brasil   | 2022 - 2024     |
| Chapecoense (cedido)      | Brasil   | 2023            |
| Goiás                     | Brasil   | 2024 - presente |

## Palmarés

### Campeonatos nacionales
| Título                        | Club             | País     | Año     |
| ----------------------------- | ---------------- | -------- | ------- |
| Serie D                       | Volta Redonda    | Brasil   | 2016    |
| División Nacional de Moldavia | Sheriff Tiraspol | Moldavia | 2017    |
| División Nacional de Moldavia | Sheriff Tiraspol | Moldavia | 2018    |
| División Nacional de Moldavia | Sheriff Tiraspol | Moldavia | 2019    |
| División Nacional de Moldavia | Sheriff Tiraspol | Moldavia | 2020-21 |
| Copa de Moldavia              | Sheriff Tiraspol | Moldavia | 2018-19 |